# Nobels testamente
Nobels testamente er en svensk thrillerfilm fra 2012 instrueret af Peter Flinth. Den er baseret på en roman af Liza Marklund og har blandt andre Malin Crépin, Björn Kjellman og Leif Andrée i hovedrollerne.

## Handling
Kriminalreporter Annika Bengtzon dækker den årlige Nobelfest for Kvällspressen, da hun bliver vidne til et opsigtsvækkende mord. Den kontroversielle, israelske nobelpristager, Aaron Wiesel, og Nobelkomitéens formand, Caroline von Behring, bliver skudt. Annika er nøglevidne og får ytringsforbud. Dette er hendes livs scoop og hun må ikke skrive et eneste ord! Sagen får topprioritet. Alle tror at angrebet skyldes international terrorisme, og at målet var professor Wiesel. Annika bliver dog mere og mere overbevist om at det virkelige mål var von Behring, og undersøger derfor selve Nobelkomitéen. Jo nærmere Annika kommer sandheden, og sin historie, desto farligere bliver det, og hun må snart indse, hvor langt visse personer vil gå for at få den mest prestigefyldte pris af dem alle.

## Medvirkende (i udvalg)
- Malin Crépin som Annika Bengtzon
- Björn Kjellman som Anders Schyman
- Kajsa Ernst som Berit Hamrin
- Leif Andrée som Spiken
- Erik Johansson som Patrik Nilsson
- Richard Ulfsäter som Thomas Samuelsson
- Antje Traue som Kitten
- Maria Langhammer som Birgitta Larsén
- Björn Granath som Ernst Ericsson
- Karl Linnertorp som Johan Isaksson
- Pia Johansson som Kinna Widell
- Edvin Ryding som Kalle
- Einár som Benjamin